# Ruelisheim
Ruelisheim är en kommun i departementet Haut-Rhin i regionen Grand Est (tidigare regionen Alsace) i nordöstra Frankrike. Kommunen ligger i kantonen Illzach som tillhör arrondissementet Mulhouse. År 2022 hade Ruelisheim 2 486 invånare.

## Befolkningsutveckling
Antalet invånare i kommunen Ruelisheim
| Referens: INSEE |